# Boeing F2B
Boeing F2B là một mẫu máy bay tiêm kích hai tầng cánh của Hải quân Hoa Kỳ vào thập niên 1920, rất quen thuộc đối với những người hâm mộ hàng không của thời kỳ đó, khi nó ở trong đội bay biểu diễn nhào lộn Three Sea Hawks, nổi tiếng với việc bay đội hình.

## Phát triển
Ban đầu Boeing Model 69, được chế tạo dựa trên những kết quả thử nghiệm của FB-6, nó được trang bị một động cơ Pratt & Whitney R-1340B. Boeing đã đặt ra yêu cầu về một loại động cơ được sử dụng trong mẫu máy bay tiêm kích, được thiết kế đặc biệt để hoạt động trên tàu sân bay, dùng chung kiểu thân hàn ống và cánh khung gỗ như của Model 15, và thêm vào mũi cánh quạt lớn để giảm lực kéo của không khí xung quanh động cơ (chi tiết này đã bị loại bỏ khi đưa vào sản xuất). Vũ khí của máy bay bao gồm 2 súng máy.30 cal, hoặc một khẩu.30 cal và một khẩu.50 cal.; cánh dưới được thiết kế để treo được 4 quả bom 25-pound, cộng với một giá treo bom dưới thân.

## Lịch sử hoạt động
Chuyến bay đầu tiên diễn ra vào ngày 3 tháng 11-1926. Hải quân đã có được nguyên mẫu với tên gọi XF2B-1, nguyên mẫu này có khả năng đạt tốc độ 154 mph, và Hải quân đã đặt mua 32 chiếc F2B-1. Do bỏ đi chi tiết mũi cánh quạt, phiên bản sản xuất có một đuôi lái thăng bằng. Việc phân phối các máy bay thành phẩm được bắt đầu vào ngày 20 tháng 1-1928, một số chiếc được cấp cho phi đội tiêm kích VF-1B và số còn lại cho phi đội ném bom VF-2B, cả hai phi đội này đều hoạt động trên tàu sân bay USS Saratoga (CV-3).
Mặc dù Hải quân không đặt hàng nhiều hơn đối với F2B, Boeing đã chế tạo thêm 2 chiếc với tên gọi Model 69B, một chiếc được xuất khẩu cho Brasil và một chiếc cho Nhật Bản.

## Các phiên bản
Model 69XF2B-1, một nguyên mẫu có số thứ tự là A7385
Model 69F2B-1, 32 chiếc có số thứ tự A7424-A7455
Model 69B2 chiếc, giống hầu hết các chi tiết với F2B-1, xuất khẩu sang Brazil và Nhật Bản.

## Quốc gia sử dụng
Brasil
 Nhật Bản
 United States
- Hải quân Hoa Kỳ

## Thông số kỹ thuật (F2B-1)
Dữ liệu lấy từ "The Complete Encyclopedia of World Aircraft" 

### Đặc điểm riêng
- Tổ lái: 1
- Chiều dài: 22 ft 11 in (6.98 m)
- Sải cánh: 30 ft 1 in (9.17 m)
- Chiều cao: 9 ft 2.25 in (2.81 m)
- Diện tích cánh: 243 ft² (22.57 m²)
- Trọng lượng rỗng: 1,989 lb (902 kg)
- Trọng lượng cất cánh: n/a
- Trọng lượng cất cánh tối đa: 2,805 lb (1,272 kg)
- Động cơ: 1× Pratt & Whitney R-1340-8 Wasp Radial, 425 hp (317 kW)

### Hiệu suất bay
- Vận tốc cực đại: 158 mph (137 knots, 254 km/h)
- Vận tốc hành trình: 132 mph (115 knots, 212 km/h)
- Tầm bay: 315 mi (274 nm, 507 km)
- Trần bay: 21,500 ft (6,555 m)
- Vận tốc lên cao: 1,890 ft/min (9.6 m/s)
- Lực nâng của cánh: n/a
- Lực đẩy/trọng lượng: n/a

### Vũ khí
- Súng: 1 khẩu 0.5 in (12.7mm) M2 Browning và 1 khẩu 0.3 in (7.62mm) phía trước; hoặc 2 khẩu 0.3 in ở phía trước
- Bom: 5 quả 25 lb (11.3 kg)